# Riccardo Adami
Riccardo Adami, född 27 november 1973, är en italiensk ingenjör som är personlig raceingenjör till den brittiske racerföraren Lewis Hamilton i det italienska Formel 1-stallet Scuderia Ferrari.
Han avlade en kandidatexamen i maskinteknik vid Università degli Studi di Brescia. Efter studierna började han arbeta inom motorsport, rättare sagt för Team Ghinzani i Formel 3000. 2001 kom han till F1 när han fick anställning hos Minardi som dataanalytiker. Två år senare blev han raceingenjör till Jos Verstappen. 2004 ledde han Gianmaria Bruni och året efter Patrick Friesacher och Robert Doornbos. I slutet av det året köpte det österrikiska energidryckstillverkaren Red Bull stallet och Minardi blev Scuderia Toro Rosso. Adami blev kvar och var raceingenjör åt Vitantonio Liuzzi. 2007 blev han det åt Sebastian Vettel. 2009 blev Vettel befordrad till Toro Rossos systerstall Red Bull Racing och Adami blev raceingenjör åt Sébastien Buemi som han ledde fram till 2011. 2012 fick han Daniel Ricciardo som förare men året efter fick han förändrade arbetsuppgifter efter att stallet hade utsett Marco Matassa som ny raceingenjör till Ricciardo. 2015 lämnade han Toro Rosso och skrev på för Ferrari i syfte att vara åter raceingenjör till Vettel. Efter att 2020 års säsong var färdigkörd, lämnade Vettel Ferrari för Aston Martin F1, Adami blev då raceingenjör till Carlos Sainz, Jr. Det varade fram tills säsongen 2024 var färdigkörd och Sainz lämnade Ferrari och blev ersatt av Lewis Hamilton, vilket ledde till att Adami utsågs till Hamiltons raceingenjör.